# Libon (Albay)
Libon ist eine philippinische Stadtgemeinde in der Provinz Albay. Sie hat 75.172 Einwohner (Zensus 1. August 2015).
Libon ist regional auch als „Reis-Kornkammer von Albay“ bekannt.

## Baranggays
Libon ist politisch unterteilt in 47 Baranggays.
| - Alongong - Apud - Bacolod - Zone I (Pob.) - Zone II (Pob.) - Zone III (Pob.) - Zone IV (Pob.) - Zone V (Pob.) - Zone VI (Pob.) - Zone VII (Pob.) - Bariw - Bonbon - Buga - Bulusan - Burabod - Caguscos | - East Carisac - West Carisac - Harigue - Libtong - Linao - Mabayawas - Macabugos - Magallang - Malabiga - Marayag - Matara - Molosbolos - Natasan - Nogpo - Pantao - Rawis | - Sagrada Familia - Salvacion - Sampongan - San Agustin - San Antonio - San Isidro - San Jose - San Pascual - San Ramon - San Vicente - Santa Cruz - Niño Jesus (Santo Niño Jesus) - Talin-talin - Tambo - Villa Petrona |

## Politik
Bürgermeister ist seit 2004 Agnes „Bem“ Perez Dycoco. Sie wurde für die Wahlperiode 2007 bis 2010 wiedergewählt.